# David Hand
Pour les articles homonymes, voir Hand (homonymie).
David Dodd Hand ou Dave Hand est un animateur, réalisateur et producteur américain né le 23 janvier 1900 à Plainfield, New Jersey et mort le 11 octobre 1986 à San Luis Obispo, Californie.

## Biographie
Après une première expérience comme animateur au sein des Bray Studios avec Max Fleischer en 1919 sur le célèbre Out of the Inkwell puis au côté de Walter Lantz, Dave Hand entre aux Studios Disney en 1930.
Il travaille comme animateur sur les Silly Symphonies, sa première participation est sur Monkey Melodies.
À partir de 1931, David Hand et Ben Sharpsteen deviennent les responsables d'équipes d'apprentis principalement sur les Silly Symphonies, et sont concernés à ce titre comme les premiers formateurs des animateurs des studios Disney, avant la mise en place de cours du soir assuré par Donald W. Graham en 1932.
En 1932, il est nommé réalisateur sur Trader Mickey et devient réalisateur à plein temps jusqu'à son départ des studios Disney en 1944.
Il participe alors à la création d'un propre studio d'animation au Royaume-Uni, Gaumont British Animation, dont il sera le producteur jusqu'en 1950.
Il meurt en 1986 et est nommé Disney Legends à titre posthume en 1994.

## Filmographie

### Comme animateur
- 1919 : Out of the Inkwell
- 1930 : Monkey Melodies
- 1930 : Pioneer Days
- 1930 : Frolicking Fish
- 1930 : Arctic Antics
- 1930 : Midnight in a Toy Shop
- 1930 : Nuit (Night)
- 1930 : Playful Pan
- 1930 : Symphonie enchaînée (The Chain Gang)
- 1930 : Combattants du feu (The Fire Fighters)
- 1930 : Gare au gorille (The Gorilla Mystery)
- 1930 : Le Pique-nique (The Picnic)
- 1930 : Winter
- 1930 : Playful Pan
- 1931 : Le Goûter d'anniversaire (The Birthday Party)
- 1931 : Woody goguenarde (Birds of a Feather)
- 1931 : Mickey et les Embouteillages (Traffic Troubles)
- 1931 : L'Esseulé (The Castaway)
- 1931 : Les Chansons de la mère l'oie (Mother Goose Melodies)
- 1931 : La Chasse à l'élan (The Moose Hunt)
- 1931 : L'Assiette de porcelaine (The China Plate)
- 1931 : The Delivery Boy
- 1931 : Mickey est de sortie (Mickey Steps Out)
- 1931 : The Cat's Nightmare
- 1931 : Mélodies égyptiennes (Egyptian Melodies)
- 1931 : Fishin' Around
- 1931 : Mickey jardinier (Mickey Cuts Up)
- 1931 : Les Orphelins de Mickey (Mickey's Orphans)
- 1931 : Diffusion Maison (The Barnyard Broadcast)
- 1931 : The Beach Party
- 1931 : L'Esseulé (The Castaway)
- 1931 : The Fox Hunt
- 1931 : Le Vilain Petit Canard (The Ugly Duckling)
- 1932 : Bugs in Love
- 1932 : Des arbres et des fleurs (Flowers and Trees)
- 1932 : Rien qu'un chien (Just Dogs)
- 1932 : Le Roi Neptune
- 1932 : Mickey in Arabia
- 1932 : Le Cauchemar de Mickey (Mickey's Nightmare)
- 1932 : The Bears and the Bees
- 1932 : The Bird Store
- 1932 : La Chasse au canard (The Duck Hunt)
- 1932 : L'Épicier (The Grocery Boy)
- 1932 : Chien enragé (The Mad Dog)
- 1932 : Mickey et le Canari (The Wayward Canary)
- 1932 : The Whoopee Party
- 1932 : Trader Mickey
- 1943 : Victoire dans les airs

### Comme réalisateur
- 1926 : The Cat's Nine Lives
- 1926 : The Tail of the Monkey
- 1932 : Trader Mickey
- 1933 : Bâtissons (Building a Building)
- 1933 : The Mad Doctor
- 1933 : Birds in the Spring
- 1933 : Mickey postier du ciel (The Mail Pilot)
- 1933 : Le Vieux Roi Cole (Old King Cole)
- 1934 : L'Art du camping (Camping Out)
- 1934 : Le Rouleau-compresseur de Mickey (Mickey's Steamroller)
- 1934 : La Souris volante (The Flying Mouse)
- 1934 : Un enlèvement de chien (The Dognapper)
- 1935 : Robinson Mickey (Mickey's Man Friday)
- 1935 : Le Kangourou de Mickey (Mickey's Kangaroo)
- 1935 : Le Petit Chat voleur (The Robber Kitten)
- 1935 : Qui a tué le rouge-gorge ? (Who Killed Cock Robin?)
- 1935 : Le Jour du jugement de Pluto (Pluto's Judgement Day)
- 1935 : Trois petits orphelins (Three Orphan Kittens)
- 1936 : L'Équipe de Polo (Mickey's Polo Team)
- 1936 : Les Trois Petits Loups (Three Little Wolves)
- 1936 : De l'autre côté du miroir (Thru the Mirror)
- 1936 : Les Alpinistes (Alpine Climbers)
- 1936 : Trois Espiègles Petites Souris (Three Blind Mouseketeers)
- 1936 : L'Éléphant de Mickey (Mickey's Elephant)
- 1936 : Cousin de campagne (The Country Cousin)
- 1936 : Papa Pluto (Mother Pluto)
- 1936 : Toujours plus de chats (More Kittens)
- 1937 : Mickey Magicien (Magician Mickey)
- 1937 : Le Petit Indien (Little Hiawatha)
- 1937 : Blanche-Neige et les Sept Nains (Snow White and the Seven Dwarfs)
- 1938 : Chasseurs de baleines (The Whalers)
- 1942 : Bambi
- 1980 : Mickey Mouse Disco

### Comme producteur
- 1948 : Wales
- 1948 : The Thames
- 1948 : The Lion (Felis Leo)
- 1948 : The House-Cat (Felis Vulgaris)
- 1948 : The Cuckoo
- 1949 : The Ostrich
- 1949 : It's a Lovely Day
- 1949 : Ginger Nutt's Christmas Circus
- 1949 : Ginger Nutt's Bee-Bother
- 1949 : The Australian Platypus
- 1949 : Somerset
- 1949 : A Fantasy on Ireland
- 1949 : Yorkshire Ditties
- 1949 : Sketches of Scotland
- 1949 : Cornwall
- 1949 : Canterbury Road
- 1950 : Ginger Nutt's Forest Dragon
- 1950 : A Fantasy on London Life
- 1950 : Devon Whey
- 1962 : Exploring (série TV)
- 1997 : Animaland (vidéo)